# Gnaphalium pichleri
Gnaphalium pichleri là một loài thực vật có hoa trong họ Cúc. Loài này được Murb. mô tả khoa học đầu tiên năm 1892.